# ساکتی
ساکتی (به انگلیسی: Sakti) یک منطقهٔ مسکونی در هند است که در بخش جنجگیر – چمپا واقع شده‌است. ساکتی ۲۱٬۹۵۵ نفر جمعیت دارد و ۲۳۷ متر بالاتر از سطح دریا واقع شده‌است.